# Sân vận động Rạch Giá
Sân vận động Rạch Giá là một sân vận động đặt tại đường Nguyễn Trung Trực, phường An Bình, thành phố Rạch Giá, tỉnh Kiên Giang, Việt Nam. Sân nằm dưới sự quản lý của Sở Văn hóa, Thể thao và Du lịch tỉnh Kiên Giang và là sân nhà của Câu lạc bộ bóng đá Kiên Giang. Sân chỉ có một khán đài duy nhất với sức chứa 8.000 người.